# Allan dos Santos
Allan Lopes dos Santos (Nova Iguaçu, 17 de julho de 1983) é um youtuber e blogueiro brasileiro, atualmente foragido da justiça brasileira. É uma das figuras de maior relevo da mídia online associada a Olavo de Carvalho, e uma das mais populares nas redes sociais da extrema-direita brasileira. Tornou-se especialmente conhecido pela disseminação de notícias falsas; em razão disso, tornou-se réu e teve prisão preventiva decretada. Era dono do extinto portal Terça Livre, sendo considerado um elemento-chave do chamado Gabinete do Ódio de Bolsonaro.

## Vida pessoal
Nasceu em Nova Iguaçu, em 17 de julho de 1983, filho de Elvira Lopes dos Santos e cresceu em Madureira. Aos 14 anos converteu-se ao catolicismo e aos 18 anos tornou-se missionário da comunidade franciscana Toca de Assis em diversos estados do Brasil. Foi aos Estados Unidos, já como seminarista, para a Fraternidade Sacerdotal de São Pedro, em Denton, Nebraska. Lá, trabalhou no site de notícias católicas Church Militant. Foi também durante a permanência naquele país que descobriu a falta de vocação sacerdotal, ao mesmo tempo que tomava contato com o jornalismo.
É formado em filosofia, simpatizante da monarquia e torcedor do Fluminense Football Club, apreciando armas, guitarras, churrasco e charutos.
É pai de três filhos. Em maio de 2020, residia numa casa do Lago Sul, bairro nobre de Brasília. No entanto, em julho daquele ano, ele deixou o país enquanto estava sendo alvo de um inquérito do Supremo Tribunal Federal (STF).
É atualmente foragido da justiça brasileira e reside nos Estados Unidos.

## Atividade política
Em 2014, já no Brasil, Santos teve a ideia de criar um portal de notícias ao estilo do Church Militant, com financiamento coletivo, fundando o Terça Livre. Uma das principais fontes de financiamento ao portal era o site de crowdfunding Apoia-se, conhecido canal de financiamento do universo digital bolsonarista.
Nesse mesmo ano, Santos publica nos seus perfis nas redes sociais o seu primeiro registro de Olavo de Carvalho, de quem é admirador fervoroso. Na altura, ambos apoiaram uma campanha incentivando o voto em candidatos católicos nas eleições presidenciais de 2014, tendo Santos declarado o seu apoio ao candidato Aécio Neves, do PSDB, no segundo turno da disputa presidencial. Após a eleição de Dilma Rousseff, participou ativamente dos protestos que defendiam o impeachment da presidente, chegando a passar um mês acampado em frente ao Congresso, em Brasília, ao lado da deputada Bia Kicis, do PSL-DF.
Em 2015 aproximou-se de Jair Bolsonaro, colocando no Instagram as primeiras fotos ao lado dele e de seus filhos. Em 2016, começou a apoiar a candidatura presidencial de Bolsonaro, então deputado federal.
Apesar de Santos negar receber financiamento do Governo Bolsonaro relacionado ao que publica, uma reportagem publicada por Patrícia Campos Mello em 2020 demonstrou que efetivamente recebeu verba pública através do Google Ads, tendo sido registrados 1147 anúncios da campanha publicitária da reforma da Previdência, bancada pelo governo federal, no canal de Youtube Terça Livre TV, propriedade de Santos. O valor informado pelo Google era muito pequeno, menos de 10 reais, embora dissesse respeito apenas a um período muito limitado de 7 dias em junho, e 10 dias em agosto de 2019.
Foi um dos principais promotores da criação de um registro nacional de apoiadores de Bolsonaro, com vista à organização de uma militância bolsonarista organizada, através do uso da hashtag #EstouComBolsonaro nas redes sociais.

### Fake news e ataques à democracia
Santos foi identificado como exercendo funções-chave no chamado Gabinete do Ódio durante a CPMI das Fake News, criada pelo Congresso brasileiro. No Supremo Tribunal Federal (STF), Santos está sendo investigado em dois inquéritos: um que apura a divulgação de fake news e ataques a integrantes da Corte, apurando a disseminação de notícias falsas na internet; e um outro aberto em abril de 2020, a pedido da Procuradoria-Geral da República (PGR), visando a apuração da organização e financiamento de atos contra a democracia, ao abrigo da Lei de Segurança Nacional, o qual identificou a atuação de uma milícia digital que trabalha contra a democracia e as instituições no país.
Santos foi ainda denunciado pelo Ministério Público Federal por ameaças a Luís Roberto Barroso, ministro do STF e presidente do Tribunal Superior Eleitoral.
Em 27 de maio de 2020 foi alvo de uma operação de busca e apreensão da Polícia Federal (PF) em sua casa em Brasília, no âmbito do inquérito das fake news do STF. Em 16 de junho de 2020, foi novamente alvo de buscas domiciliares pela PF, como parte do inquérito da PGR. Santos reagiu através de tweets e vídeo postado no Canal Terça Livre, chamando o ministro do supremo Alexandre de Moraes, que autorizou a operação, e é relator do inquérito do STF contra as fakenews, de "verme imoral" e "lixo", comparando-o a Hitler, Stalin e Mao Tsé-Tung, e pedindo auxílio a Bolsonaro. Após as buscas domiciliares e apreensões pela PF, Santos deixou o Brasil, fugindo com a família para os Estados Unidos, onde se encontra desde então.
De acordo com o relatório da Polícia Federal relativo à busca e apreensão, Santos teria recebido cerca de 100.000 reais por mês, destinados à manutenção do Terça Livre, tendo sido encontrada uma planilha de doadores com mais de 1700 linhas.
Segundo a PF, Santos e seu grupo utilizam plataformas de internet para pregar o fim de instituições democráticas, defendendo a derrubada de prefeitos e governadores eleitos, assim como o fechamento do Congresso. Santos declarou-se várias vezes a favor de uma intervenção militar no Brasil, e encerramento do STF, como forma de garantir a governabilidade de Bolsonaro. A PF considerou que Santos, "a pretexto de atuar como jornalista”, se tornou um dos organizadores de um movimento responsável por ataques à Constituição, aos poderes de Estado e à democracia, ações que podem configurar crimes de integrar organização criminosa, contra a honra e incitação à prática de crimes, além de outros delitos. A PF suspeita, ainda, que essas ações antidemocráticas possam ter sido financiadas com recursos públicos, uma vez que Santos é bastante próximo da família do presidente Jair Bolsonaro e de parlamentares da base bolsonarista.
Na representação encaminhada ao STF, a delegada da PF, Denisse Dias Rosas Ribeiro, pediu a prisão preventiva de Allan, com base na prática frequente dos crimes de ameaça, ataques contra a honra e incitação à prática de crime, assim como a participação de organização criminosa.
Em maio de 2020, o ministro Alexandre de Moraes solicitou a suspensão do perfil do Twitter de Santos e de outros investigados, como a extremista Sara Giromini e o empresário Luciano Hang, justificando a medida pela necessidade de "interromper discursos criminosos de ódio". Moraes apontou "sérios indícios" de que o grupo em que Santos se integrava praticara crimes de calúnia, difamação, injúria, associação criminosa e contra a Segurança Nacional. Em julho, o Twitter reteve no Brasil a conta de Santos, acatando a ordem de Moraes.
Em setembro de 2020, o Estadão revelou conversas trocadas entre Santos e o tenente-coronel Mauro Cesar Barbosa Cid, chefe da Ajudância de Ordem da Presidência da República, nas quais Santos defendia que "as Forças Armadas precisam entrar urgentemente". Em depoimento prestado à PF, Mauro Cid declarou embora não se recordasse de "ter estabelecido" conversas com Allan dos Santos sobre a "necessidade de intervenção das Forças Armadas", negando apoiar a ideia, admitiu que fazia o "leva e traz", repassando mensagens do blogueiro e demais apoiadores de Bolsonaro para o presidente.
Na noite de 3 de fevereiro de 2021, o YouTube encerrou dois canais mantidos pelo blogueiro, sendo desligados o canal principal utilizado por Santos e uma conta reserva que utilizava, por ambos os perfis violarem os termos de serviço da plataforma. A conta principal já havia sofrido uma advertência, tendo então Santos passado a utilizar a conta reserva para burlar eventuais punições da plataforma. O uso de perfis alternativos para driblar as regras é uma das violações que levaram ao encerramento dos dois canais.
Em 5 de outubro de 2021, Alexandre de Moraes determinou a prisão preventiva e extradição de Allan dos Santos. Moraes atendeu, assim, a um pedido da Polícia Federal, e não considerou o posicionamento da Procuradoria-Geral da República, que era contra a medida. Ao mesmo tempo, Moraes ordenou ao Ministério da Justiça que iniciasse imediatamente o processo de extradição, assim como a inclusão do mandado de prisão pela Polícia Federal na lista da Difusão Vermelha da Interpol, no intuito de impedir uma nova fuga e assegurar que Santos seja detido e enviado de volta ao Brasil, tendo ainda acionado a embaixada brasileira nos Estados Unidos, para garantir a extradição.
Nas semanas seguintes, várias plataformas online como Twitter, Youtube e Instagram suspenderam as contas de Santos e do Terça Livre, igualmente por ordem de Moraes. O Twitter, onde Santos tinha perfil desde 2018, com mais de 400 mil seguidores, suspendeu a conta em 5 de novembro, por violação as regras da plataforma.
Além de determinar o bloqueio de todas as contas nas redes sociais vinculadas a Santos, Moraes também bloqueou as suas contas bancárias, proibindo repasses de dinheiro das plataformas para os canais e contas do blogueiro. Também estão proibidas remessas de dinheiro de Santos para o exterior e repasses de verbas públicas. A quebra do sigilo bancário sobre as transações financeiras revelou um alto volume de doações recebidas por Santos em seus multicanais, emanando de uma variedade de fontes. Entre os registros encontram-se repasses provenientes de diversos servidores públicos, um dos quais teria feito transferências de 40 mil reais.
Nos finais de outubro de 2021, surgiu ainda a denúncia de que uma antiga estagiária do ministro Ricardo Lewandowski, também do STF, teria atuado como informante de Santos dentro do Supremo, tendo a PF realizado operação de busca e apreensão em sua residência.
Em 3 de novembro, os advogados de Santos entraram com pedido de habeas corpus no STF contra a prisão preventiva.
O pedido de inclusão de nome de Santos na lista de foragidos internacionais da Interpol causou exonerações no Ministério da Justiça e intervenções no Departamento de Recuperação de Ativos e Cooperação Jurídica Internacional (DRCI), órgão da pasta responsável pelos trâmites burocráticos de pedidos de extradição, representando uma estratégia do Governo Bolsonaro para postergar o mais possível a inclusão do alvo do STF na lista vermelha da Interpol, alegando haver perseguição política, situação em que a polícia internacional não intervém. Em dezembro de 2021, Allan dos Santos continuava ausente da lista de procurados pela Interpol, permitindo que ficasse nos Estados Unidos sem risco de ser extraditado para o Brasil, contrariando a decisão de Moraes. Em janeiro de 2022, a inclusão de Santos na lista da Interpol, determinante para que seja feita a sua prisão nos Estados Unidos, continuava sem sinalização de um desfecho.
Com o fim do governo Bolsonaro, o ministro da Justiça enviou em janeiro de 2023 a documentação que faltava para incluí-lo na lista vermelha da Interpol.

### Atividade nos Estados Unidos
Após ser alvo de operações da PF em maio de 2020, Santos deixou o Brasil, estimando-se que tenha entrado nos Estados Unidos em julho seguinte, com visto de turista que estava vencido desde fevereiro. Mensagens interceptadas pela PF sugerem que o deputado federal Eduardo Bolsonaro teria ajudado Santos a deixar o país.
Após fugir do Brasil, Santos continuou as suas atividades nos Estados Unidos, tornando-se correspondente do seu próprio portal, Terça Livre, criando uma ponte direta entre os integrantes do QAnon norte-americano e seu espelho brasileiro.
Em novembro de 2020, viralizou e tornou-se alvo de chacota ao defender no Twitter a teoria da conspiração de que Donald Trump teria ganho as eleições presidenciais contra Joe Biden, mas estaria "deixando o inimigo agir", para o provar. O tweet acabou sendo bloqueado, por divulgação de "informações incorretas".
Em janeiro de 2021, Santos ter-se-ia associado a pessoas ligadas à invasão do Capitólio, sede do Congresso americano, tentando reverter à força o resultado das eleições americanas.
Durante a pandemia de COVID-19, Santos passou a compartilhar conteúdo negacionista nas redes sociais, tendo a conta suspensa por determinação judicial. Santos comparou o vírus e a pandemia à terra plana da saúde, e a omissão do uso da cloroquina a deixar judeus na dúvida entre o chuveiro e câmara de gás. Segundo o ministro Alexandre de Moraes, a fuga de Santos para os Estados Unidos teve a finalidade de tentar se manter atuante, considerando a conduta do blogueiro como de elevado grau de periculosidade. Segundo Moraes, os canais de Santos nas redes sociais são usados como um "verdadeiro escudo protetivo para a prática de atividades ilícitas, aliado ao fato de ter se ausentado do território nacional durante as investigações, passando a perpetrar suas condutas criminosas dos Estados Unidos da América". Para Moraes, a permanência nos EUA "tem conferido a Allan Lopes dos Santos uma verdadeira cláusula de indenidade penal para a manutenção do cometimento dos crimes já indicados pela Polícia Federal, não demonstrando o investigado qualquer restrição em propagar os seus discursos criminosos".
Em 7 janeiro de 2022, participou de um participou de um encontro evangélico e conservador no Estado da Flórida, ao lado do ministro das Comunicações, Fábio Faria, de Nikolas Ferreira, vereador de Belo Horizonte pelo PRTB-MG, do deputado federal Lucas Gonzalez, do Novo-MG, do neto de João Baptista Figueiredo, último presidente da ditadura militar, Paulo Renato de Oliveira Figueiredo Filho, além de vários pastores e do antigo campeão mundial pela seleção brasileira de futebol, Rivaldo.
Apesar de banido do Facebook e do Twitter, Santos mantém-se ativo em outras plataformas como o Telegram e o Gettr, com mais de 100 mil seguidores em cada uma, onde continuava a sua atividade política, usando livremente o Telegram para difundir informações contra a vacinação contra a COVID-19, críticas ao STF, e alertas sobre a "ameaça comunista", entre outros pontos da agenda de Bolsonaro. Sem controles rígidos, o Telegram se tornou um refúgio para militantes de extrema-direita que, como Allan dos Santos, disseminam notícias falsas e discurso de ódio, e já se mostra um desafio para da justiça eleitoral brasileira em 2022. Em 12 de janeiro, reproduziu nas redes sociais a que tem acesso um vídeo com críticas de Bolsonaro ao STF, aconselhando-o a lutar para combater a "corja" desse tribunal. O Telegram não tem representação jurídica no Brasil, e não costuma cumprir ordens da Justiça brasileira.
Em 18 de janeiro, Santos fez um pedido de dinheiro aos seus seguidores do Telegram, alegando estar sem fundos para pagar aos advogados encarregados dos seus processos no Brasil, pedindo igualmente a ajuda de advogados voluntários para o mesmo fim. A nova página de Santos, que leva seu nome, está hospedada nos Estados Unidos e usa uma plataforma de pagamentos portuguesa, o que dificulta a ação da justiça brasileira.
Em 26 do mesmo mês, compareceu no funeral de Olavo de Carvalho, na cidade de Petersburg, no interior do Estado da Virgínia, sendo uma das cerca de 20 pessoas ali presentes.
Em 11 de junho, reuniu-se no passeio de moto do presidente Jair Bolsonaro com apoiadores em Orlando, nos Estados Unidos.
Em 11 de julho, concedeu entrevista para Monark no podcast Monark Talks. Ambos estavam proibidos de conceder entrevistas no Brasil, por determinação do STF.